# Escala de energía
En física, la escala de energía es un valor particular de la energía determinado con la precisión de un orden (o de algunos órdenes) de magnitud. Diversos fenómenos ocurren en diversas escalas de la energía. Las energías típicas de todos los fenómenos que ocurran en la misma escala de la energía son comparables.
La observación que diversos fenómenos se deben organizar según la escala de la energía (o, equivalentemente, la escala de longitud) es una de las ideas básicas del grupo de renormalización.
Por ejemplo, la escala de QCD (energía) es de alrededor de 150 MeV, y las masas de partículas que interactúan fuertemente (tales como el protón) son groseramente comparables. La escala de energía electrodébil es más alta, groseramente 250 GeV. La escala de Planck es mucho más alta aun - unos 10 19 GeV.
- Datos: Q8777532